# Знак «Доблесть и честь»
Нагрудный знак «За военную доблесть»  — ведомственное поощрительное отличие Министерства обороны Украины .
Знак является аналогом отличия министерства обороны Украины «Доблесть и честь» , входившей в действующую в 1996—2012 годах предыдущую систему отличий Министерства обороны Украины.

## История
30 мая 2012 года Президент Украины В. Ф. Янукович издал Указ, которым утвердил новое положение о ведомственных поощрительных наградах; министрам, руководителям центральных органов исполнительной власти, руководителям (командующим) военных формирований, государственных правоохранительных органов было поручено обеспечить в установленном порядке пересмотр актов об установлении ведомственных поощрительных знаков отличия, приведение таких актов в соответствие с требованиями этого Указа . В течение 2012—2013 годов была разработана новая система поощрительных знаков отличия, утвержденная приказом Министерства обороны Украины от 11 марта 2013 года № 165 «О ведомственных поощрительных отличиях Министерства обороны Украины» . Среди других приказом была установлена награда - нагрудный знак «За военную доблесть».

## Положение об отличии
- Отличием – нагрудный знак «За военную доблесть» – награждаются военнослужащие Вооруженных Сил Украины , которые были уже награждены нагрудным знаком «За образцовую службу» или «Знак почета» .
- Награждение нагрудным знаком «За военную доблесть» осуществляется:
  - за личные награды в профессиональной подготовке, поддержании высокой боевой готовности войск, частей, подразделений в течение двух и более лет;
  - за освоение новой боевой техники за короткое время;
  - за мужество и отвагу, проявленные на учениях, маневрах, во время выполнения своих обязанностей при несении службы и боевого дежурства (чередования), а также при выполнении задач, связанных с ликвидацией последствий стихийного бедствия, природных и техногенных катастроф, других чрезвычайных ситуаций при спасении людей и материальных ценностей;
  - за самоотверженность и стойкость, обнаруженные во время прохождения военной службы;
  - за отличные личные показатели в полевой, воздушной и морской выучке.
- Лицам, награжденным нагрудным знаком «За военную доблесть», предоставляется право на первоочередное зачисление в высшие военные учебные заведения и военные учебные подразделения высших учебных заведений.
- В течение календарного года количество награжденных не может превышать 1500 человек.

## Описание отличия
- Нагрудный знак имеет вид креста с расходящимися сторонами, покрытыми горячей эмалью темно-красного цвета, между которыми расходящиеся лучи. Стороны креста имеют два пружинки желтого металла, пространство между которыми покрыто горячей эмалью белого цвета.
- Посредине креста помещен круглый медальон , покрытый горячей эмалью белого цвета, наложенный на лаврово-дубовый венок и вертикально расположенный меч острием вверх белого металла. На медальоне надпись в три строчки: «ЗА ВОЕННУЮ СОБСТВЕННОСТЬ». Выше размещено изображение малого Государственного Герба Украины . Поле щита малого Государственного Герба Украины покрыто эмалью синего цвета.
- Пружки креста и медальона, лучи и буквы надписи – желтого металла.
- Все изображения и надписи рельефные.
- Размер нагрудного знака – 45×45 мм.
- Обратная сторона нагрудного знака слегка вогнута с застежкой для прикрепления к одежде.
- Планка нагрудного знака представляет собой металлическую пластинку, обтянутую лентой. Размер планки: высота – 12 мм, ширина – 28 мм. Лента нагрудного знака шелковая муаровая с продольными полосками: синего цвета шириной 2 мм, желтого – шириной 2 мм, темно-красного – шириной 11 мм, синего – шириной 2 мм, желтого – шириной 2 мм, темно-красного – шириной 11 мм, синего - шириной 2 мм, желтого - шириной 2 мм.

## Порядок ношения
- Нагрудный знак "За военную доблесть" носится с правовой стороны груди и размещается ниже государственных наград Украины , иностранных государственных наград.
- При наличии у человека нескольких нагрудных знаков носятся не более трех таких знаков.
- Вместо нагрудных знаков и медалей награжден ведомственными наградами может носить планки к ним, которые размещаются после планок государственных наград Украины, иностранных государственных наград.